# Château de Ludgershall
Le château de Ludgershall est une résidence royale fortifiée en ruine du XIIe siècle située à Ludgershall dans le Wiltshire, en Angleterre. Du château, transformé en pavillon de chasse par Henri III, il reste trois grands murs qui tombent en ruine au XVe siècle. La ruine est classée monument historique en 1981.

## Histoire
De vastes travaux de terrassement subsistent, bien qu'une maison privée se dresse sur une partie du site. Les terrassements ont été fortement modifiés par l'exploitation des carrières. L'enceinte sud, qui se trouve à l'intérieur de ceux-ci et à l'extrémité opposée des murs debout, aurait été une place forte de l'âge du fer.
Un château médiéval est probablement construit à la fin du XIe siècle par Édouard de Salisbury, shérif du Wiltshire. Vers 1100, il est en possession de la Couronne et Jean le Maréchal (c. 1105 – 1165) est enregistré comme castellan du roi. Il le renforce et aurait ajouté l'enceinte nord, qui contenait les bâtiments importants, en grande partie en pierre, dont une grande salle et une tour avec les logements royaux. L'enceinte sud est la basse-cour, où se trouvent des écuries, des cuisines et des bâtiments agricoles en bois.
Le roi Jean améliore le château en pavillon de chasse en 1210 et Henri III apporte des améliorations au château entre 1234 et 1251, comme l'ajout de la grande salle en 1244 ; il séjourne au château au moins 21 fois.
Le château est de moins en moins utilisé aux XIVe et XVe siècles et, dans les années 1540, la plupart de ses ruines ont été démolies. Le site est nivelé pour former un jardin, la tour survivante du XIIe siècle étant conservée comme élément du jardin.
Ludgershall est un lieu plus important qu'aujourd'hui dans l'Angleterre médiévale et pouvait envoyer deux députés au Parlement, un privilège qu'il conserve jusqu'au Reform Act de 1832.
Le site est fouillé pour la première fois entre 1964 et 1972 par l'Université de Southampton. La ruine est classée monument antique classé en 1981.